# Ghana op de Olympische Zomerspelen 2000
Ghana nam deel aan de Olympische Zomerspelen 2000 in Sydney, Australië. Het was de tiende deelname van het West-Afrikaanse land, dat ditmaal geen medaille wist te winnen. 

## Deelnemers en resultaten per onderdeel

### Atletiek
| Olympiër                                                      | Discipline             | Resultaat | Prestatie                                                                                              |
| ------------------------------------------------------------- | ---------------------- | --------- | --- |
| Leo Myles-Mills                                               | 100m (m)               | 9e        | serie 8: 3de in 10,15 kwartfinale 1: 2de in 10,23 halve finale 1: 5de in 10,25                         |
| Christian Nsiah                                               | 100m (m)               | 43e       | serie 5: 5de in 10,44                                                                                  |
| Aziz Zakari                                                   | 100m (m)               | DNF       | serie 1: 1ste in 10,31 kwartfinale 3: 3de in 10,22 halve finale 2: 4de in 10,16 finale: niet gefinisht |
| Albert Agyemang                                               | 200m (m)               | 51e       | serie 1: 6de in 21,22                                                                                  |
| Tanko Braimah                                                 | 200m (m)               | DSQ       | serie 2: gediskwalificeerd                                                                             |
| Christian Nsiah Kenneth Andam Aziz Zakari Leonard Myles-Mills | 4x100m (m)             | DNF       | serie 3: niet gefinisht                                                                                |
| Daniel Adomako Nathaniel Martey Abu Duah Daniel Mensah Kwei   | 4x400m (m)             | 21e       | serie 4: 4de in 3.07,07                                                                                |
| Mark Anthony Awere                                            | verspringen (m)        | 34e       | kwalificatie groep B: 17de met 7,57m                                                                   |
| Andrew Owusu                                                  | hink-stap-springen (m) | 38e       | kwalificatie groep A: 19de met 14,12m                                                                  |
|                                                               |                        |           | |
| Vida Nsiah                                                    | 100m (v)               | 12e       | serie 10: 3de in 11,18 (NR) kwartfinale 4: 2de in 11,19 halve finale 1: 5de in 11,37                   |
| Monica Afia Twum                                              | 100m (v)               | 31e       | serie 6: 3de in 11,48 kwartfinale 1: 7de in 11,70                                                      |
| Monica Afia Twum                                              | 200m (v)               | 35e       | serie 1: 7de in 23,51                                                                                  |
| Hellena Wrappah                                               | 200m (v)               | 39e       | serie 7: 7de in 23,64                                                                                  |
| Mavis Akoto Monica Twum Veronica Bawuah Vida Nsiah            | 4x100m (v)             | 9e        | serie 3: 3de in 43,77 (NR) halve finale 1: 5de in 43,19 (NR)                                           |

### Boksen
| Olympiër      | Discipline  | Resultaat | Prestatie                                                                                        |
| ------------- | ----------- | --------- | ------------------------------------------------------------------------------------------------ |
| Raymond Narh  | -60kg (m)   | 9e        | 1ste ronde: W van IOA Ramos: scheidsrechterlijke beslissing 2de ronde: V van UKR Kotelnyk: 11-16 |
| Ben Neequaye  | -63,5kg (m) | 9e        | 1ste ronde: W van CZE Konecný: 14-9 2de ronde: V van ALG Allalou: 6-15                           |
| Osumanu Adama | -71kg (m)   | 17e       | 1ste ronde: V van CUB Sierra: scheidsrechterlijke beslissing                                     |
| Charles Adamu | -81kg (m)   | 9e        | 1ste ronde: W van GBR Fry: 16-3 2de ronde: V van UKR Fedchuk: 5-13                               |

Albanië · Algerije · Amerikaanse Maagdeneilanden · Amerikaans-Samoa · Andorra · Angola · Antigua en Barbuda · Argentinië · Armenië · Aruba · Australië · Azerbeidzjan · Bahama's · Bahrein · Bangladesh · Barbados · België · Belize · Benin · Bermuda · Bhutan · Bolivia · Bosnië en Herzegovina · Botswana · Brazilië · Britse Maagdeneilanden · Brunei · Bulgarije · Burkina Faso · Burundi · Cambodja · Canada · Centraal-Afrikaanse Republiek · Chili · China · Chinees Taipei · Colombia · Comoren · Congo-Brazzaville · Congo-Kinshasa · Cookeilanden · Costa Rica · Cuba · Cyprus · Denemarken · Djibouti · Dominica · Dominicaanse Republiek · Duitsland · Ecuador · Egypte · El Salvador · Equatoriaal-Guinea · Eritrea · Estland · Ethiopië · Fiji · Filipijnen · Finland · Frankrijk · Gabon · Gambia · Georgië · Ghana · Grenada · Griekenland · Groot-Brittannië · Guam · Guatemala · Guinee · Guinee‑Bissau · Guyana · Haïti · Honduras · Hongarije · Hongkong · Ierland · IJsland · India · Indonesië · Irak · Iran · Israël · Italië · Ivoorkust · Jamaica · Japan · Jemen · Joegoslavië · Jordanië · Kaaimaneilanden · Kaapverdië · Kameroen · Kazachstan · Kenia · Kirgizië · Koeweit · Kroatië · Laos · Lesotho · Letland · Libanon · Liberia · Libië · Liechtenstein · Litouwen · Luxemburg · Macedonië · Madagaskar · Malawi · Malediven · Maleisië · Mali · Malta · Marokko · Mauritanië · Mauritius · Mexico · Micronesië · Moldavië · Monaco · Mongolië · Mozambique · Myanmar · Namibië · Nauru · Nederland · Nederlandse Antillen · Nepal · Nicaragua · Nieuw-Zeeland · Niger · Nigeria · Noord-Korea · Noorwegen · Oeganda · Oekraïne · Oezbekistan · Oman · Oostenrijk · Pakistan · Palau · Palestina · Panama · Papoea-Nieuw-Guinea · Paraguay · Peru · Polen · Portugal · Puerto Rico · Qatar · Roemenië · Rusland · Rwanda · Saint Kitts en Nevis · Saint Lucia · Saint Vincent en Grenadines · Salomonseilanden · Samoa · San Marino ·  Sao Tomé en Principe · Saoedi-Arabië · Senegal · Seychellen · Sierra Leone · Singapore · Slovenië · Slowakije · Soedan · Somalië · Spanje · Sri Lanka · Suriname · Swaziland · Syrië · Tadzjikistan · Tanzania · Thailand · Togo · Tonga · Trinidad en Tobago · Tsjaad · Tsjechië · Tunesië · Turkije · Turkmenistan · Uruguay · Vanuatu · Venezuela · Verenigde Arabische Emiraten · Verenigde Staten · Vietnam · Wit-Rusland · Zambia · Zimbabwe · Zuid-Afrika · Zuid-Korea · Zweden · Zwitserland · Individuele olympische atleten